# Patrick Baudry
Patrick Baudry (Douala, 6 marzo 1946) è un aviatore e astronauta francese nato in Camerun.
Pilota dell'Aeronautica militare francese, Baudry è arrivato al grado di tenente colonnello. Nel 1985 ha partecipato alla missione STS-51-G dello Space Shuttle Discovery.